# 美國陸軍訓練與準則司令部
美國陸軍訓練與準則司令部（英語：United States Army Training and Doctrine Command，縮寫為），美國陸軍司令部之一，建立於1973年7月1日，總部位於維吉尼亞州尤斯蒂斯堡（Fort Eustis）。負責美國陸軍各級單位及特戰單位訓練課程的制定，編定教材及作戰手冊，以及新武器系統的研發。透過附屬的37個訓練學校及中心，他們提供1304個課程和108個語言課程，總共516,000個學位（居家、現場、多媒體），供443,231士兵；36,145其他服務人員；8,314國際士兵；和28,310平民就讀。
根據前任指揮官的大衛·帕金斯，他們的使命是設計，發展和建立軍隊。

## 使命
根據官方網站的描述，他們的使命為：
美國陸軍訓練與準則司令部發展，教育和培訓士兵，平民和領導人；支援小隊培訓；並建立和整合各種軍事力量，編隊和裝備，以增強美國陸軍作為美國決定性行動部隊的實力。

## 附屬司令部

### 核心功能組織
- 聯合兵種中心
  - 陸軍大學
- 美國陸軍學員司令部
  - 預備役軍官訓練小隊
- 美國陸軍招募司令部
  - 支援和保留學院
- 初步軍事訓練中心
  - 基本作戰訓練
    - 班寧堡
    - 傑克森堡
    - 倫納德伍德堡
    - 錫爾堡
- 軍官候選學校
- 美國陸軍軍事歷史中心

### 卓越中心
- 卓越航空中心
- 網絡航空中心
  - 網絡學校
  - 訊號學校